# Victor Attah nemzetközi repülőtér
A Victor Attah Kano nemzetközi repülőtér (IATA: QUO, ICAO: DNAI) Nigéria egyik nemzetközi repülőtere, amely Kano közelében található. 

## Futópályák
A repülőtér futópályái:
- 03/21 (3600 m)

## Forgalom
Az utasforgalom az elmúlt években az alábbi módon változott: